# Vicoi
Phan Văn Đông (sinh ngày 21 tháng 4 năm 2003) thường được biết đến với biệt danh Vicoi, Levis.  Là vận động viên thể thao điện tử chuyên nghiệp bộ môn PUBG Mobile.

## Tiểu sử
Vicoi tên thật là Phan Văn Đông sinh năm 2003 tại Đăk Lắk. Hiện nay đang sinh sống và làm việc tại Thành phố Hà Nội. Vicoi được biết đến là vận động viên thể thao điện tử chuyên nghiệp, tuyển thủ quốc gia người Việt Nam bộ môn  PUBG Mobile .
Tại SEA Games 31 được tổ chức ở quê nhà, anh đã mang về tấm huy chương vàng ở nội dung thi đấu cá nhân cho đội tuyển PUBG Mobile Việt Nam, tấm huy chương vàng thứ 2 của thể thao điện tử Việt Nam. Thành tích này giúp anh trở thành vận động viên đầu tiên của thể thao điện tử Việt Nam đoạt huy chương vàng nội dung cá nhân đồng thời là vận động viên trẻ nhất của Việt Nam giành huy chương vàng SEA Games 31. Đặc biệt, anh còn giành huy chương vàng SEA Games 31 khi thi đấu chuyên nghiệp chưa tròn 1 năm.
Vicoi là một top player được đánh giá cao về khả năng phối hợp đồng đội cũng như khả năng xử lý tình huống cá nhân. Hiện nay, tuyển thủ này nhận được sự quan tâm rất lớn từ cộng đồng đồng bo. 

## Sự nghiệp
Năm 2021, Phan Văn Đông bắt đầu con đường tuyển thủ chuyên nghiệp. 
Năm 2021, ViCoi có một khoảng thời gian ngắn thi đấu cho đội tuyển ShineLikeDiamond và BXennolth.
Ngày 1 tháng 1 năm 2022, Phan Văn Đông chính thức thi đấu cho đội tuyển D'Xavier.
Tháng 3 năm 2023, ViCoi thi đấu theo dạng player cho mượn cho đội tuyển Box Gaming. Một tháng sau khi cho mượn, ViCoi trở về tiếp tục thi đấu dưới đội hình của D'Xavier.
Tháng 6 năm 2023, Levis cùng với đồng đội trong team D'Xavier đạt được Top 1 trong giải đấu PUBG Mobile Pro League - Vietnam Fall 2023 (PMPL), cũng trong giải đấu này, Levis nhận được giải thưởng cá nhân ở hạng mục Grenade Master (Bậc thầy ném lựu đạn).
Tháng 9 năm 2023, Levis là một trong những tuyển thủ chính thức đại diện Việt Nam tham gia Asiad Games 19 bộ môn PUBG Mobile thể thức mới được tổ chức tại Hàng Châu, Trung Quốc.  
Tháng 12 năm 2023, Levis (team D'Xavier) giành được tấm vé tham dự PUBG Mobile Global Championship 2023 (PMGC). Tuy được đánh giá là đội tuyển "tí hon" nhưng Levis cùng các thành viên team D'Xavier đã khiến cộng đồng game quê nhà và quốc tế thán phục khi thành công lội ngược dòng, ngạo nghễ giành được Top 5 chung cuộc và dành được thành tích cá nhân ở hạng mục Gunslinger (Tay súng cừ khôi). Kết quả này là cột mốc quan trọng đánh dấu sự nỗ lực của Phan Văn Đông cùng đồng đội, viết tiếp ước mơ còn dang dở trước đó. 